# Goldstone - Dove i mondi si scontrano
Goldstone - Dove i mondi si scontrano (Goldstone) è un film del 2016 diretto da Ivan Sen.

## Trama
L'investigatore Jay Swan, di origini aborigene, si reca nella cittadina di Goldstone, in pieno deserto australiano, per indagare su una ragazza scomparsa. Qui incontra Josh, un poliziotto della zona. Nonostante fra i due ci siano delle profonde divergenze, indagheranno insieme per cercare di risolvere il caso in un paese dove regnano criminalità, sfruttamento e corruzione.

## Distribuzione
Il film è stato presentato per la prima volta l'8 giugno 2016 al Sydney Film Festival e il 7 luglio 2016 nelle sale cinematografiche.